# Verbascum aschersonii
Verbascum aschersonii är en flenörtsväxtart som beskrevs av Pierre Edmond Boissier, Amp; Sint. och Svante Samuel Murbeck. Verbascum aschersonii ingår i släktet kungsljus, och familjen flenörtsväxter. Inga underarter finns listade i Catalogue of Life.